# Novi fosili
«Novi fosili» — хорватський поп-гурт, заснований 1969 року. Перший успіх був досягнутий в 1976 році, коли композитор до команди приєднався Райко Дуймич. У тому ж році група виступила на фестивалі в Спліті, після чого їх пісня Diridonda стала національним хітом. Наступний альбоми випускалися накладом у мільйони копій і пісні гурту завоювали собі чільне місце у репертуарі радіостанцій Хорватії.
У 1987 році гурт представляв Югославію на конкурсі Євробачення з піснею «Ja sam za ples» яка посіла четверте місце заробивши 92 очки.

## Студійні альбоми
- 1974. — Novi fosili
- 1978. — Da te ne volim
- 1980. — Nedovršene priče — платиновий
- 1981. — Budi uvijek blizu — діамантовий
- 1981. — Hitovi sa singl ploča (компіляція)
- 1982. — Za djecu i odrasle — діамантовий
- 1983. — Volim te od 9 do 2 (i drugi veliki hitovi) (компіляція)
- 1983. — Poslije svega — діамантовий
- 1985. — Tvoje i moje godine — діамантовий
- 1986. — Za dobra stara vremena — платиновий
- 1987. — Poziv na ples (компіляція) — діамантовий
- 1987. — Dijete sreće — діамантовий
- 1988. — Nebeske kočije — платиновий
- 1989. — Obriši suze, generacijo — платиновий
- 1990. — Djeca ljubavi — платиновий
- 1993. — Najbolje godine (компіляція)
- 1995. — Druge godine
- 1996. — Bijele suze padaju na grad
- 1998. — Pričaj mi o ljubavi
- 1998. — Ljubav koja nema kraj vol. 1 (компіляція)
- 1998. — Ljubav koja nema kraj vol. 2 (компіляція)
- 1999. — Jesen
- 2005. — Za dobra stara vremena 2005 (компіляція)
- 2006. — The Platinum Collection Novi fosili
- 2010. — Love collection (найкращі пісні любові)[1]
- 2011. — Uvijek blizu — boxset od 4 CD-a (найкраще від Fosila 1974—1999)